# Eberwin von Cronberg

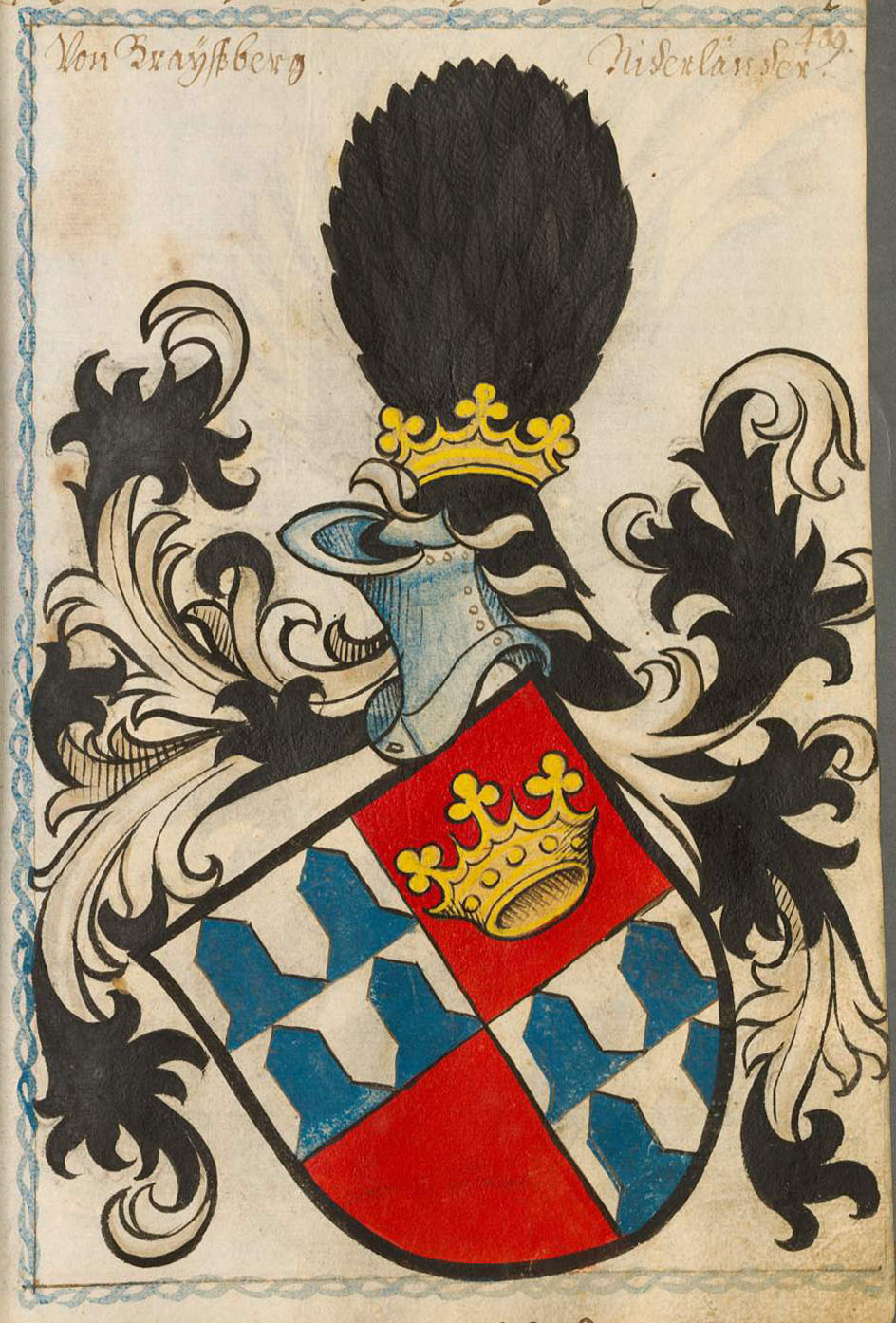
Wappen der Ritter des Kronenstamms von Kronberg im Scheiblerschen Wappenbuch

Eberwin I. von Cronberg, auch Eberwein von Kronberg († 19.(?) April 1303), war von 1299 bis 1303 Bischof von Worms.

## Herkunft und Familie
Er entstammte dem Adelsgeschlecht der Ritter von Cronberg mit Sitz auf der gleichnamigen Burg im Taunus. Sein Vater war Hartmut III. von Cronberg, Begründer des sogenannten Kronenstammes der mehrfach verzweigten Familie.

## Leben und Wirken
Eberwin trat in den geistlichen Stand und war seit 1294 Domkanoniker in Mainz; hier hatte ein gleichnamiger Onkel († 1284) als Domscholaster und Domkanoniker gewirkt. 1299, beim Tod des Wormser Bischofs Raugraf Emich I. saß er im Wormser Domkapitel und bekleidete auch das Amt eines Propstes von Stift Jechaburg in Thüringen.
Im Herbst 1299 wählte man Eberwin von Cronberg zum Wormser Bischof. Allerdings war die Wahl zwiespältig und eine größere Anzahl Stimmen fiel auch auf den Neffen des Vorgängers, den Dompropst und späteren Bischof Heinrich von Daun († 1319). Der Mainzer Erzbischof Gerhard II. von Eppstein setzte eine Untersuchungskommission ein und erkannte Eberwins Wahl am 21. Dezember 1299 als gültig an.
Im Streit zwischen Stadtpatriziern und den Bürgern bzw. Zünften setzte Eberwin die Politik seines Vorgängers fort und unterstützte die Bürger. Da er aber auch verstärkt seine eigenen Rechte betonte kam es wiederholt zu Unruhen und er musste schon am 6. April 1300 Graf Friedrich I. von Leiningen mit seinen Streitern zu seinem Schutz anstellen. Während seines gesamten Episkopats blieb das Verhältnis zur Stadt Worms angespannt.
1299 stifteten die Eheleute Jacob und Lieba Engelmann, unter der Bedingung dort beigesetzt zu werden, in Worms-Hochheim das Nonnenkloster Liebenau. Eberwin von Cronberg legte dazu im Jahre 1300 den Grundstein und sorgte auch für die Fertigstellung nach dem Tod des Gründers.
Laut Wormser Chronik beging Eberwin 1300 das von Papst Bonifatius VIII. angeordnete Jubeljahr.
Der Bischof starb im Frühjahr 1303 und wurde laut Friedrich Zorn bzw. Johann Friedrich Schannat († 1739) im Ostchor des Wormser Domes, vor dem Pult, jedoch links von seinem Vorgänger Emich I. beigesetzt. Seine Nachfolge trat erst 1307, nach mehrjähriger Vakanz, Emmerich von Schöneck († 1318) an.